# Франческо Рієр
Франческо Рієр (італ. Francesco Rier, 2 грудня 1908, Роверето — 5 травня 1991, Роверето) — італійський футболіст, що грав на позиції півзахисника.
Виступав, зокрема, за клуби «Лаціо», «Ювентус» та «Палермо». Чемпіон Італії. 

## Ігрова кар'єра
У дорослому футболі дебютував 1926 року виступами за команду «Роверето», в якій провів один сезон. Протягом 1927—1928 років захищав кольори клубу «Модена».
Своєю грою за останню команду привернув увагу представників тренерського штабу клубу «Лаціо», до складу якого приєднався 1928 року. Відіграв за «біло-блакитних» наступні два сезони своєї ігрової кар'єри.
Сезон 1930/31 провів у складі «Ювентуса», виборовши титул чемпіона Італії. Був основним півзахисником чемпіонської команди, виступаючи у середній лінії з Маріо Варльєном і Оресте Барале. Влітку в клуб прийшли зіркові півзахисники Луїс Монті і Луїджі Бертоліні, а Рієр пішов з команди.
Згодом з 1931 по 1936 рік грав у складі команд «Серветт», «Ніцца» та «Брешія». 1936 року уклав контракт з клубом «Палермо», у складі якого провів наступні три роки своєї кар'єри гравця. 
Завершив ігрову кар'єру у команді «Роверето», у складі якої вже виступав раніше. Повернувся до неї 1939 року, захищав її кольори до припинення виступів на професійному рівні у 1940.
Помер 5 травня 1991 року на 83-му році життя у місті Роверето.

## Титули і досягнення
- Чемпіон Італії (1):

«Ювентус»: 1930-1931